# Natjecanje po skupinama UEFA Europske lige 2009./10.
Natjecanje po skupinama UEFA Europske lige 2009./10. je igrano između 17. rujna do 17. prosinca 2009. godine.
Natjecanje se sadržavalo od 38 pobjednika razigravanja i 10 poraženih iz razigravanja za UEFA Ligu prvaka 2009./10.
Kad natjecanje po skupinama završi, prve dvije momčadi iz svake skupine prolaze u drugi dio natjecanja, gdje im se pridružuju trećeplasirani iz skupina Lige prvaka.

## Ždrijeb
Ždrijeb skupina održan je 28. kolovoza 2009. u 13:00 (CEST) na Grimaldi Forumu u Monaku. 48 je momčadi podjeljeno u dvanaest skupina po njih četiri. U ždrijebu su bile četiri jakosne skupine određene prema UEFA-inim koeficijentima.
| 1. jakosna skupina | 1. jakosna skupina |
| Momčad             | Koef.              |
| ------------------ | ------------------ |
| Šahtar DonjeckPR   | 74.370             |
| Werder Bremen      | 91.339             |
| Villarreal         | 80.853             |
| Roma               | 78.582             |
| PSV Eindhoven      | 75.826             |
| Sporting CPLP      | 68.292             |
| Hamburg            | 67.339             |
| Benfica            | 64.292             |
| Valencia           | 59.853             |
| PanathinaikosLP    | 56.633             |
| Ajax               | 54.826             |
| Steaua Bukurešt    | 53.781             |

| 2. jakosna skupina | 2. jakosna skupina |
| Momčad             | Koef.              |
| ------------------ | ------------------ |
| Fenerbahçe         | 52.445             |
| Basel              | 51.050             |
| Lille              | 47.033             |
| CelticLP           | 40.575             |
| Everton            | 35.899             |
| Club Brugge        | 34.065             |
| Heerenveen         | 33.826             |
| Galatasaray        | 33.445             |
| AnderlechtLP       | 32.065             |
| Austria Wien       | 31.565             |
| KøbenhavnLP        | 26.890             |
| Lazio              | 26.582             |

| 3. jakosna skupina | 3. jakosna skupina |
| Momčad             | Koef.              |
| ------------------ | ------------------ |
| Hertha BSC         | 26.339             |
| Sparta Prag        | 26.150             |
| Dinamo Bukurešt    | 25.781             |
| AEK Atena          | 25.633             |
| Slavia Prag        | 25.150             |
| Levski SofijaLP    | 24.250             |
| Athletic Bilbao    | 23.853             |
| Partizan           | 23.050             |
| Hapoel Tel-Aviv    | 18.050             |
| Twente             | 17.826             |
| Dinamo Zagreb      | 16.466             |
| Fulham             | 15.899             |

| 4. jakosna skupina | 4. jakosna skupina |
| Momčad             | Koef.              |
| ------------------ | ------------------ |
| CSKA Sofija        | 14.250             |
| Toulouse           | 14.033             |
| CFR Cluj           | 13.781             |
| Genoa              | 12.582             |
| Rapid Wien         | 8.565              |
| TemišvarLP         | 7.781              |
| BATE               | 7.733              |
| Nacional           | 7.292              |
| RB SalzburgLP      | 6.565              |
| Sturm Graz         | 3.565              |
| VentspilsLP        | 2.832              |
| Sheriff TiraspolLP | 1.333              |

PR Prvak (prošlogodišnji),  branitelj naslova
LP Ispao iz razigravanja UEFA Lige prvaka

## Skupine

### Skupina A
| Momčad        | Uta. | Pob. | Izj. | Por. | PoG. | PrG. | GR | Bod. |
| ------------- | ---- | ---- | ---- | ---- | ---- | ---- | -- | ---- |
| Anderlecht    | 6    | 3    | 2    | 1    | 9    | 4    | +5 | 11   |
| Ajax          | 6    | 3    | 2    | 1    | 8    | 6    | +2 | 11   |
| Dinamo Zagreb | 6    | 2    | 0    | 4    | 6    | 8    | −2 | 61   |
| Temišvar      | 6    | 1    | 2    | 3    | 4    | 9    | −5 | 5    |

| 17. rujna 2009. 19:00 |             |          |                                                       |
| Ajax                  | 0:0         | Temišvar | Amsterdam ArenA, Amsterdam Sudac: Alon Yefet (Izrael) |
|                       | (izvještaj) |          | Amsterdam ArenA, Amsterdam Sudac: Alon Yefet (Izrael) |

| 17. rujna 2009. 19:00 |             |                          |                                                                                |
| Dinamo Zagreb         | 0:2         | Anderlecht               | Stadion Maksimir, Zagreb Broj gledatelja: 15.000 Sudac: Zsolt Szabó (Mađarska) |
|                       | (izvještaj) | Bernárdez 74' Legear 88' | Stadion Maksimir, Zagreb Broj gledatelja: 15.000 Sudac: Zsolt Szabó (Mađarska) |

| 1. listopada 2009. 21:05 |             |               | |
| Anderlecht               | 1:1         | Ajax          | Stadion Constant Vanden Stock, Anderlecht Broj gledatelja: 23.000 Sudac: Kristinn Jakobsson (Island) |
| Legear 86'               | (izvještaj) | Rommedahl 74' | Stadion Constant Vanden Stock, Anderlecht Broj gledatelja: 23.000 Sudac: Kristinn Jakobsson (Island) |

| 1. listopada 2009. 21:05 |             |                                  |                                                                                              |
| Temišvar                 | 0:3         | Dinamo Zagreb                    | Stadionul Dan Păltinişanu, Timişoara Broj gledatelja: 10.000 Sudac: Peter Rasmussen (Danska) |
|                          | (izvještaj) | Badelj 8' Sammir 52' Morales 59' | Stadionul Dan Păltinişanu, Timişoara Broj gledatelja: 10.000 Sudac: Peter Rasmussen (Danska) |

| 22. listopada 2009. 21:05 |             |            |                                                                                                   |
| Temišvar                  | 0:0         | Anderlecht | Stadionul Dan Păltinişanu, Timişoara Broj gledatelja: 10.000 Sudac: Claudio Circhetta (Švicarska) |
|                           | (izvještaj) |            | Stadionul Dan Păltinişanu, Timişoara Broj gledatelja: 10.000 Sudac: Claudio Circhetta (Švicarska) |

| 22. listopada 2009. 21:05      |             |               |                                                                                       |
| Ajax                           | 2:1         | Dinamo Zagreb | Amsterdam ArenA, Amsterdam Broj gledatelja: 30.700 Sudac: Thomas Einwaller (Austrija) |
| Suárez 3' (pen.) Rommedahl 80' | (izvještaj) | Tomečak 90+3' | Amsterdam ArenA, Amsterdam Broj gledatelja: 30.700 Sudac: Thomas Einwaller (Austrija) |

| 5. studenog 2009. 19:00                      |             |           |                                                                                                   |
| Anderlecht                                   | 3:1         | Temišvar  | Stadion Constant Vanden Stock, Anderlecht Broj gledatelja: 14.000 Sudac: Tony Chapron (Francuska) |
| Suárez 29' (pen.) Boussoufa 69' Legear 90+5' | (izvještaj) | Parks 51' | Stadion Constant Vanden Stock, Anderlecht Broj gledatelja: 14.000 Sudac: Tony Chapron (Francuska) |

| 5. studenog 2009. 19:00 |             |                             |                                                                           |
| Dinamo Zagreb           | 0:2         | Ajax                        | Stadion Maksimir, Zagreb Broj gledatelja: 0 1 Sudac: Mike Dean (Engleska) |
|                         | (izvještaj) | Pantelić 13' De Zeeuw 45+1' | Stadion Maksimir, Zagreb Broj gledatelja: 0 1 Sudac: Mike Dean (Engleska) |

| 2. prosinca 2009. 21:05 |             |                        |                                                                        |
| Temišvar                | 1:2         | Ajax                   | Stadionul Dan Păltinişanu, Temišvar Sudac: Paolo Tagliavento (Italija) |
| Goga 2'                 | (izvještaj) | Suárez 8' Pantelić 46' | Stadionul Dan Păltinişanu, Temišvar Sudac: Paolo Tagliavento (Italija) |

| 2. prosinca 2009. 21:05 |             |               |                                                                            |
| Anderlecht              | 0:1         | Dinamo Zagreb | Stadion Constant Vanden Stock, Anderlecht Sudac: Dougie McDonald (Škotska) |
|                         | (izvještaj) | Slepička 57'  | Stadion Constant Vanden Stock, Anderlecht Sudac: Dougie McDonald (Škotska) |

| 17. prosinca 2009. 19:00 |             |                           |                                                                                 |
| Ajax                     | 1:3         | Anderlecht                | Amsterdam ArenA, Amsterdam Broj gledatelja: 36.156 Sudac: Cüneyt Çakır (Turska) |
| Emanuelson 77'           | (izvještaj) | Lukaku 13' 22' Legear 43' | Amsterdam ArenA, Amsterdam Broj gledatelja: 36.156 Sudac: Cüneyt Çakır (Turska) |

| 17. prosinca 2009. 19:00 |             |                    |                                                                                           |
| Dinamo Zagreb            | 1:2         | Temišvar           | Stadion Maksimir, Zagreb Broj gledatelja: 0 1 Sudac: Carlos Velasco Carballo (Španjolska) |
| Scutaru 80' (auto-gol)   | (izvještaj) | Bucur 67' Goga 84' | Stadion Maksimir, Zagreb Broj gledatelja: 0 1 Sudac: Carlos Velasco Carballo (Španjolska) |

### Skupina B
| Momčad      | Uta. | Pob. | Izj. | Por. | PoG. | PrG. | GR | Bod. |
| ----------- | ---- | ---- | ---- | ---- | ---- | ---- | -- | ---- |
| Valencia    | 6    | 3    | 3    | 0    | 12   | 8    | +4 | 12   |
| Lille       | 6    | 3    | 1    | 2    | 15   | 9    | +6 | 10   |
| Genoa       | 6    | 2    | 1    | 3    | 8    | 10   | −2 | 7    |
| Slavia Prag | 6    | 0    | 3    | 3    | 5    | 13   | −8 | 3    |

| 17. rujna 2009. 19:00 |             |          |                                                                                 |
| Lille                 | 1:1         | Valencia | Stade Lille-Metropole, Villeneuve d'Ascq Sudac: Alexandru Dan Tudor (Rumunjska) |
| Gervinho 86'          | (izvještaj) | Mata 78' | Stade Lille-Metropole, Villeneuve d'Ascq Sudac: Alexandru Dan Tudor (Rumunjska) |

| 17. rujna 2009. 19:00 |             |             |                                                                                        |
| Genoa                 | 2:0         | Slavia Prag | Stadio Luigi Ferraris, Genoa Broj gledatelja: 20.629 Sudac: Manuel de Sousa (Portugal) |
| Zapater 4' Sculli 39' | (izvještaj) |             | Stadio Luigi Ferraris, Genoa Broj gledatelja: 20.629 Sudac: Manuel de Sousa (Portugal) |

| 1. listopada 2009. 21:05 |             |                                                              |                                                                                  |
| Slavia Prag              | 1:5         | Lille                                                        | Stadion Eden, Prag Broj gledatelja: 9.158 Sudac: Robert Schörgenhofer (Austrija) |
| Belaid 6' (pen.)         | (izvještaj) | Suchý 47' (auto-gol) Frau 71' Gervinho 84' 90+1' Souquet 88' | Stadion Eden, Prag Broj gledatelja: 9.158 Sudac: Robert Schörgenhofer (Austrija) |

| 1. listopada 2009. 21:05             |             |                                |                                                                                 |
| Valencia                             | 3:2         | Genoa                          | Estadio Mestalla, Valencia Broj gledatelja: 23.000 Sudac: Cüneyt Çakır (Turska) |
| Silva 52' Žigić 56' Villa 82' (pen.) | (izvještaj) | Floccari 41' Kharja 64' (pen.) | Estadio Mestalla, Valencia Broj gledatelja: 23.000 Sudac: Cüneyt Çakır (Turska) |

| 22. listopada 2009. 21:05 |             |             |                                                                                    |
| Valencia                  | 1:1         | Slavia Prag | Estadio Mestalla, Valencia Broj gledatelja: 18.000 Sudac: Serge Gumienny (Belgija) |
| Navarro 63'               | (izvještaj) | Naumov 28'  | Estadio Mestalla, Valencia Broj gledatelja: 18.000 Sudac: Serge Gumienny (Belgija) |

| 22. listopada 2009. 21:05          |             |       |                                                                                                   |
| Lille                              | 3:0         | Genoa | Stade Lille-Metropole, Villeneuve d'Ascq Broj gledatelja: 16.500 Sudac: Darko Čeferin (Slovenija) |
| Obraniak 38' Vittek 63' Hazard 84' | (izvještaj) |       | Stade Lille-Metropole, Villeneuve d'Ascq Broj gledatelja: 16.500 Sudac: Darko Čeferin (Slovenija) |

| 5. studenog 2009. 19:00 |             |                               |                                                                                |
| Slavia Prag             | 2:2         | Valencia                      | Stadion Eden, Prag Broj gledatelja: 10.624 Sudac: Svein Oddvar Moen (Norveška) |
| Janda 79' Grajciar 82'  | (izvještaj) | Joaquín 22' (pen.) Maduro 47' | Stadion Eden, Prag Broj gledatelja: 10.624 Sudac: Svein Oddvar Moen (Norveška) |

| 5. studenog 2009. 19:00             |             |                       |                                                                                      |
| Genoa                               | 3:2         | Lille                 | Stadio Luigi Ferraris, Genoa Broj gledatelja: 18.000 Sudac: Bas Nijhuis (Nizozemska) |
| Palacio 14' Crespo 58' Sculli 90+2' | (izvještaj) | Frau 76' Gervinho 84' | Stadio Luigi Ferraris, Genoa Broj gledatelja: 18.000 Sudac: Bas Nijhuis (Nizozemska) |

| 2. prosinca 2009. 21:05 |             |               |                                                        |
| Valencia                | 3:1         | Lille         | Estadio Mestalla, Valencia Sudac: Mike Dean (Engleska) |
| Joaquín 3' 32' Mata 53' | (izvještaj) | Chedjou 90+1' | Estadio Mestalla, Valencia Sudac: Mike Dean (Engleska) |

| 2. prosinca 2009. 21:05 |             |       |                                                   |
| Slavia Prag             | 0:0         | Genoa | Stadion Eden, Prag Sudac: Knut Kircher (Njemačka) |
|                         | (izvještaj) |       | Stadion Eden, Prag Sudac: Knut Kircher (Njemačka) |

| 17. prosinca 2009. 19:00             |             |             |                                                                                                  |
| Lille                                | 3:1         | Slavia Prag | Stade Lille-Metropole, Villeneuve d'Ascq Broj gledatelja: 15.358 Sudac: Hannes Kaasik (Estonija) |
| Cabaye 25' Gervinho 40' Obraniak 80' | (izvještaj) | Vlček 56'   | Stade Lille-Metropole, Villeneuve d'Ascq Broj gledatelja: 15.358 Sudac: Hannes Kaasik (Estonija) |

| 17. prosinca 2009. 19:00 |             |                         |                                                                                |
| Genoa                    | 1:2         | Valencia                | Stadio Luigi Ferraris, Genoa Broj gledatelja: 25.000 Sudac: Alan Kelly (Irska) |
| Crespo 51'               | (izvještaj) | Bruno 45+1' Villa 90+5' | Stadio Luigi Ferraris, Genoa Broj gledatelja: 25.000 Sudac: Alan Kelly (Irska) |

### Skupina C
| Momčad          | Uta. | Pob. | Izj. | Por. | PoG. | PrG. | GR | Bod. |
| --------------- | ---- | ---- | ---- | ---- | ---- | ---- | -- | ---- |
| Hapoel Tel-Aviv | 6    | 4    | 0    | 2    | 13   | 8    | +5 | 12   |
| Hamburg         | 6    | 3    | 1    | 2    | 7    | 6    | +1 | 10   |
| Celtic          | 6    | 1    | 3    | 2    | 7    | 7    | 0  | 6    |
| Rapid Wien      | 6    | 1    | 2    | 3    | 8    | 14   | −6 | 5    |

| 17. rujna 2009. 19:00  |             |             |                                                             |
| Hapoel Tel-Aviv        | 2:1         | Celtic      | Bloomfield Stadion, Tel Aviv Sudac: Paul Allaerts (Belgija) |
| Vučićević 75' Lala 88' | (izvještaj) | Samaras 25' | Bloomfield Stadion, Tel Aviv Sudac: Paul Allaerts (Belgija) |

| 17. rujna 2009. 19:00              |             |         |                                                                                |
| Rapid Wien                         | 3:0         | Hamburg | Ernst Happel Stadion, Beč Broj gledatelja: 49.850 Sudac: Ivan Bebek (Hrvatska) |
| Hofmann 35' Jelavić 44' Drazan 76' | (izvještaj) |         | Ernst Happel Stadion, Beč Broj gledatelja: 49.850 Sudac: Ivan Bebek (Hrvatska) |

| 1. listopada 2009. 21:05            |             |                         |                                                                                  |
| Hamburg                             | 4:3         | Hapoel Tel-Aviv         | HSH Nordbank Arena, Hamburg Broj gledatelja: 29.976 Sudac: István Vad (Mađarska) |
| Berg 5' 12' Elia 41' Zé Roberto 78' | (izvještaj) | Shechter 38' Yeboah 62' | HSH Nordbank Arena, Hamburg Broj gledatelja: 29.976 Sudac: István Vad (Mađarska) |

| 1. listopada 2009. 21:05 |             |            |                                                                                           |
| Celtic                   | 1:1         | Rapid Wien | Celtic Park, Glasgow Broj gledatelja: 42.013 Sudac: Bruno Miguel Duarte Paixão (Portugal) |
| McDonald 21'             | (izvještaj) | Jelavić 4' | Celtic Park, Glasgow Broj gledatelja: 42.013 Sudac: Bruno Miguel Duarte Paixão (Portugal) |

| 22. listopada 2009. 21:05 |             |          |                                                                               |
| Celtic                    | 0:1         | Hamburg  | Celtic Park, Glasgow Broj gledatelja: 38.821 Sudac: Gianluca Rocchi (Italija) |
|                           | (izvještaj) | Berg 63' | Celtic Park, Glasgow Broj gledatelja: 38.821 Sudac: Gianluca Rocchi (Italija) |

| 22. listopada 2009. 21:05                                                 |             |            |                                                                                         |
| Hapoel Tel-Aviv                                                           | 5:1         | Rapid Wien | Bloomfield Stadion, Tel Aviv Broj gledatelja: 12.500 Sudac: Kristinn Jakobsson (Island) |
| Dober 30' (auto-gol) Menteshashvili 54' Shechter 59' Vermuth 69' Lala 90' | (izvještaj) |            | Bloomfield Stadion, Tel Aviv Broj gledatelja: 12.500 Sudac: Kristinn Jakobsson (Island) |

| 5. studenog 2009. 19:00 |             |        |                                                                                                 |
| Hamburg                 | 0:0         | Celtic | HSH Nordbank Arena, Hamburg Broj gledatelja: 45.037 Sudac: Carlos Velasco Carballo (Španjolska) |
|                         | (izvještaj) |        | HSH Nordbank Arena, Hamburg Broj gledatelja: 45.037 Sudac: Carlos Velasco Carballo (Španjolska) |

| 5. studenog 2009. 19:00 |             |                                  |                                                                                    |
| Rapid Wien              | 0:3         | Hapoel Tel-Aviv                  | Ernst Happel Stadion, Beč Broj gledatelja: 49.000 Sudac: Tommy Skjerven (Norveška) |
|                         | (izvještaj) | Yadin 13' Vermuth 65' Natkho 70' | Ernst Happel Stadion, Beč Broj gledatelja: 49.000 Sudac: Tommy Skjerven (Norveška) |

| 2. prosinca 2009. 21:05 |             |                 |                                                  |
| Celtic                  | 2:0         | Hapoel Tel-Aviv | Celtic Park, Glasgow Sudac: Tony Asumaa (Finska) |
| Samaras 22' Robson 68'  | (izvještaj) |                 | Celtic Park, Glasgow Sudac: Tony Asumaa (Finska) |

| 2. prosinca 2009. 21:05 |             |            |                                                             |
| Hamburg                 | 2:0         | Rapid Wien | HSH Nordbank Arena, Hamburg Sudac: Bas Nijhuis (Nizozemska) |
| Jansen 47' Berg 53'     | (izvještaj) |            | HSH Nordbank Arena, Hamburg Sudac: Bas Nijhuis (Nizozemska) |

| 17. prosinca 2009. 19:00 |             |         |                                                                                      |
| Hapoel Tel-Aviv          | 1:0         | Hamburg | Bloomfield Stadio, Tel Aviv Broj gledatelja: 15.164 Sudac: Aleksei Nikolaev (Rusija) |
| Yeboah 23'               | (izvještaj) |         | Bloomfield Stadio, Tel Aviv Broj gledatelja: 15.164 Sudac: Aleksei Nikolaev (Rusija) |

| 17. prosinca 2009. 19:00 |             |                               |                                                                                 |
| Rapid Wien               | 3:3         | Celtic                        | Ernst Happel Stadion, Beč Broj gledatelja: 48.000 Sudac: Robert Małek (Poljska) |
| Jelavić 1' 8' Salihi 19' | (izvještaj) | Fortuné 24' 67' McGowan 90+1' | Ernst Happel Stadion, Beč Broj gledatelja: 48.000 Sudac: Robert Małek (Poljska) |

### Skupina D
| Momčad      | Uta. | Pob. | Izj. | Por. | PoG. | PrG. | GR | Bod. |
| ----------- | ---- | ---- | ---- | ---- | ---- | ---- | -- | ---- |
| Sporting CP | 6    | 3    | 2    | 1    | 8    | 6    | +2 | 11   |
| Hertha BSC  | 6    | 3    | 1    | 2    | 6    | 5    | +1 | 10   |
| Heerenveen  | 6    | 2    | 2    | 2    | 11   | 7    | +4 | 8    |
| Ventspils   | 6    | 0    | 3    | 3    | 3    | 10   | −7 | 3    |

| 17. rujna 2009. 19:00 |             |             |                                                                              |
| Hertha BSC            | 1:1         | Ventspils   | Olimpijski stadion, Berlin Broj gledatelja: 13.454 Sudac: Alan Kelly (Irska) |
| Piszczek 34'          | (izvještaj) | Gauračs 48' | Olimpijski stadion, Berlin Broj gledatelja: 13.454 Sudac: Alan Kelly (Irska) |

| 17. rujna 2009. 19:00  |             |                     |                                                                                          |
| Heerenveen             | 2:3         | Sporting CP         | Abe Lenstra Stadion, Heerenveen Broj gledatelja: 26.000 Sudac: Aleksei Nikolaev (Rusija) |
| Sibon 12' Dingsdag 77' | (izvještaj) | Liédson 17' 40' 88' | Abe Lenstra Stadion, Heerenveen Broj gledatelja: 26.000 Sudac: Aleksei Nikolaev (Rusija) |

| 1. listopada 2009. 21:05 |             |            |                                                                                        |
| Sporting CP              | 1:0         | Hertha BSC | Estádio José Alvalade, Lisabon Broj gledatelja: 16.197 Sudac: Serge Gumienny (Belgija) |
| A. Silva 17'             | (izvještaj) |            | Estádio José Alvalade, Lisabon Broj gledatelja: 16.197 Sudac: Serge Gumienny (Belgija) |

| 1. listopada 2009. 21:05 |             |            |                                                                                                  |
| Ventspils                | 0:0         | Heerenveen | Ventspils Olimpiskais Stadions, Ventspils Broj gledatelja: 3.500 Sudac: Oleg Oriekhov (Ukrajina) |
|                          | (izvještaj) |            | Ventspils Olimpiskais Stadions, Ventspils Broj gledatelja: 3.500 Sudac: Oleg Oriekhov (Ukrajina) |

| 22. listopada 2009. 21:05 |             |                        |                                                                                                  |
| Ventspils                 | 1:2         | Sporting CP            | Ventspils Olimpiskais Stadions, Ventspils Broj gledatelja: 4.500 Sudac: Sascha Kever (Švicarska) |
| Laizāns 64' (pen.)        | (izvještaj) | Veloso 6' Moutinho 85' | Ventspils Olimpiskais Stadions, Ventspils Broj gledatelja: 4.500 Sudac: Sascha Kever (Švicarska) |

| 22. listopada 2009. 21:05 |             |            |                                                                                    |
| Hertha BSC                | 0:1         | Heerenveen | Olimpijski stadion, Berlin Broj gledatelja: 13.134 Sudac: Costas Kapitanis (Cipar) |
|                           | (izvještaj) | Losada 36' | Olimpijski stadion, Berlin Broj gledatelja: 13.134 Sudac: Costas Kapitanis (Cipar) |

| 5. studenog 2009. 19:00 |             |               |                                                                                               |
| Sporting CP             | 1:1         | Ventspils     | Estádio José Alvalade, Lisabon Broj gledatelja: 18.103 Sudac: Aleksandar Stavrev (Makedonija) |
| Saleiro 22'             | (izvještaj) | Zamperini 15' | Estádio José Alvalade, Lisabon Broj gledatelja: 18.103 Sudac: Aleksandar Stavrev (Makedonija) |

| 5. studenog 2009. 19:00 |             |                                       |                                                                                                 |
| Heerenveen              | 2:3         | Hertha BSC                            | Abe Lenstra Stadion, Heerenveen Broj gledatelja: 18.000 Sudac: Pavel Cristian Balaj (Rumunjska) |
| Papadopulos 3' 36'      | (izvještaj) | Domovchiyski 21' 52' Wichniarek 90+1' | Abe Lenstra Stadion, Heerenveen Broj gledatelja: 18.000 Sudac: Pavel Cristian Balaj (Rumunjska) |

| 3. prosinca 2009. 21:05 |             |             |                                                                        |
| Ventspils               | 0:1         | Hertha BSC  | Ventspils Olimpiskais Stadions, Ventspils Sudac: Istvan Vad (Mađarska) |
|                         | (izvještaj) | Raffael 12' | Ventspils Olimpiskais Stadions, Ventspils Sudac: Istvan Vad (Mađarska) |

| 3. prosinca 2009. 21:05 |             |             |                                                                                      |
| Sporting CP             | 1:1         | Heerenveen  | Estádio José Alvalade, Lisabon Broj gledatelja: 12.204 Sudac: Pavel Kralovec (Češka) |
| Grimi 90+1'             | (izvještaj) | Assaidi 47' | Estádio José Alvalade, Lisabon Broj gledatelja: 12.204 Sudac: Pavel Kralovec (Češka) |

| 16. prosinca 2009. 19:00 |             |             |                                                                                          |
| Hertha BSC               | 1:0         | Sporting CP | Olimpijski stadion, Berlin Broj gledatelja: 14.417 Sudac: Aleksei Kulbakov (Bjelorusija) |
| Kačar 70'                | (izvještaj) |             | Olimpijski stadion, Berlin Broj gledatelja: 14.417 Sudac: Aleksei Kulbakov (Bjelorusija) |

| 16. prosinca 2009. 19:00                       |             |           |                                                                                                |
| Heerenveen                                     | 5:0         | Ventspils | Abe Lenstra Stadion, Heerenveen Broj gledatelja: 18.000 Sudac: Robert Schörgenhofer (Austrija) |
| Väyrynen 55' Elm 58' Sibon 77' 78' Janmaat 88' | (izvještaj) |           | Abe Lenstra Stadion, Heerenveen Broj gledatelja: 18.000 Sudac: Robert Schörgenhofer (Austrija) |

### Skupina E
| Momčad      | Uta. | Pob. | Izj. | Por. | PoG. | PrG. | GR  | Bod. |
| ----------- | ---- | ---- | ---- | ---- | ---- | ---- | --- | ---- |
| Roma        | 6    | 4    | 1    | 1    | 10   | 5    | +5  | 13   |
| Fulham      | 6    | 3    | 2    | 1    | 8    | 6    | +2  | 11   |
| Basel       | 6    | 3    | 0    | 3    | 10   | 7    | +3  | 9    |
| CSKA Sofija | 6    | 0    | 1    | 5    | 2    | 12   | −10 | 1    |

| 17. rujna 2009. 19:00 |             |            |                                                                          |
| CSKA Sofija           | 1:1         | Fulham     | Nacionalni stadion Vasil Levski, Sofija Sudac: Darko Čeferin (Slovenija) |
| Michel 62'            | (izvještaj) | Kamara 65' | Nacionalni stadion Vasil Levski, Sofija Sudac: Darko Čeferin (Slovenija) |

| 17. rujna 2009. 19:00      |             |      |                                                                                           |
| Basel                      | 2:0         | Roma | St. Jakob-Park, Basel Broj gledatelja: 16.459 Sudac: Carlos Velasco Carballo (Španjolska) |
| Carlitos 11' Almerares 87' | (izvještaj) |      | St. Jakob-Park, Basel Broj gledatelja: 16.459 Sudac: Carlos Velasco Carballo (Španjolska) |

| 1. listopada 2009. 21:05 |             |             |                                                                                |
| Roma                     | 2:0         | CSKA Sofija | Stadio Olimpico, Rim Broj gledatelja: 20.000 Sudac: Vladimír Hriňák (Slovačka) |
| Okaka 19' Perrotta 23'   | (izvještaj) |             | Stadio Olimpico, Rim Broj gledatelja: 20.000 Sudac: Vladimír Hriňák (Slovačka) |

| 1. listopada 2009. 21:05 |             |       |                                                                                 |
| Fulham                   | 1:0         | Basel | Craven Cottage, London Broj gledatelja: 16.100 Sudac: Michael Weiner (Njemačka) |
| Murphy 57'               | (izvještaj) |       | Craven Cottage, London Broj gledatelja: 16.100 Sudac: Michael Weiner (Njemačka) |

| 22. listopada 2009. 21:05 |             |                 |                                                                               |
| Fulham                    | 1:1         | Roma            | Craven Cottage, London Broj gledatelja: 23.561 Sudac: Paul Allaerts (Belgija) |
| Hangeland 24'             | (izvještaj) | Andreolli 90+3' | Craven Cottage, London Broj gledatelja: 23.561 Sudac: Paul Allaerts (Belgija) |

| 22. listopada 2009. 21:05 |             |              |                                                                                                   |
| CSKA Sofija               | 0:2         | Basel        | Nacionalni stadion Vasil Levski, Sofija Broj gledatelja: 17.000 Sudac: Manuel De Sousa (Portugal) |
|                           | (izvještaj) | Frei 20' 63' | Nacionalni stadion Vasil Levski, Sofija Broj gledatelja: 17.000 Sudac: Manuel De Sousa (Portugal) |

| 5. studenog 2009. 19:00 |             |                   |                                                                             |
| Roma                    | 2:1         | Fulham            | Stadio Olimpico, Rim Broj gledatelja: 20.000 Sudac: Kevin Blom (Nizozemska) |
| Riise 69' Okaka 76'     | (izvještaj) | Kamara 19' (pen.) | Stadio Olimpico, Rim Broj gledatelja: 20.000 Sudac: Kevin Blom (Nizozemska) |

| 5. studenog 2009. 19:00      |             |             |                                                                               |
| Basel                        | 3:1         | CSKA Sofija | St. Jakob-Park, Basel Broj gledatelja: 15.255 Sudac: Oleg Oriekhov (Ukrajina) |
| Gelabert 35' Frei 41' (pen.) | (izvještaj) | Yanchev 61' | St. Jakob-Park, Basel Broj gledatelja: 15.255 Sudac: Oleg Oriekhov (Ukrajina) |

| 3. prosinca 2009. 21:05 |             |             |                                                                |
| Fulham                  | 1:0         | CSKA Sofija | Craven Cottage, London Sudac: Pavel Cristian Balaj (Rumunjska) |
| Gera 15'                | (izvještaj) |             | Craven Cottage, London Sudac: Pavel Cristian Balaj (Rumunjska) |

| 3. prosinca 2009. 21:05      |             |            |                                                      |
| Roma                         | 2:1         | Basel      | Stadio Olimpico, Rim Sudac: Tony Chapron (Francuska) |
| Totti 32' (pen.) Vučinić 59' | (izvještaj) | Huggel 18' | Stadio Olimpico, Rim Sudac: Tony Chapron (Francuska) |

| 16. prosinca 2009. 19:00 |             |                              | |
| CSKA Sofija              | 0:3         | Roma                         | Nacionalni stadion Vasil Levski, Sofija Broj gledatelja: 10.000 Sudac: Aleksandar Stavrev (Makedonija) |
|                          | (izvještaj) | Cerci 45+1' 52' Scardina 89' | Nacionalni stadion Vasil Levski, Sofija Broj gledatelja: 10.000 Sudac: Aleksandar Stavrev (Makedonija) |

| 16. prosinca 2009. 19:00     |             |                         |                                                                                  |
| Basel                        | 2:3         | Fulham                  | St. Jakob-Park, Basel Broj gledatelja: 20.063 Sudac: Martin Ingvarsson (Švedska) |
| Frei 64' (pen.) Streller 87' | (izvještaj) | Zamora 41' 45' Gera 77' | St. Jakob-Park, Basel Broj gledatelja: 20.063 Sudac: Martin Ingvarsson (Švedska) |

### Skupina F
| Momčad          | Uta. | Pob. | Izj. | Por. | PoG. | PrG. | GR | Bod. |
| --------------- | ---- | ---- | ---- | ---- | ---- | ---- | -- | ---- |
| Galatasaray     | 6    | 4    | 1    | 1    | 12   | 4    | +8 | 13   |
| Panathinaikos   | 6    | 4    | 0    | 2    | 7    | 4    | +3 | 12   |
| Dinamo Bukurešt | 6    | 2    | 0    | 4    | 4    | 12   | −8 | 6    |
| Sturm Graz      | 6    | 1    | 1    | 4    | 3    | 6    | −3 | 4    |

| 17. rujna 2009. 19:00 |             |                                            |                                                              |
| Panathinaikos         | 1:3         | Galatasaray                                | Olimpijski stadion, Atena Sudac: Paolo Tagliavento (Italija) |
| Salpigidis 78'        | (izvještaj) | Elano 5' Baroš 48' Sarriegi 58' (auto-gol) | Olimpijski stadion, Atena Sudac: Paolo Tagliavento (Italija) |

| 17. rujna 2009. 19:00 |             |                 |                                             |
| Sturm Graz            | 0:1         | Dinamo Bukurešt | UPC-Arena, Graz Sudac: Tony Asumaa (Finska) |
|                       | (izvještaj) | Tamaş 80'       | UPC-Arena, Graz Sudac: Tony Asumaa (Finska) |

| 1. listopada 2009. 21:05 |             |                |                                                                                         |
| Dinamo Bukurešt          | 0:1         | Panathinaikos  | Stadionul Dinamo, Bukurešt Broj gledatelja: 0 Sudac: César Muñiz Fernández (Španjolska) |
|                          | (izvještaj) | Karagounis 79' | Stadionul Dinamo, Bukurešt Broj gledatelja: 0 Sudac: César Muñiz Fernández (Španjolska) |

| 1. listopada 2009. 21:05 |             |                |                                                                                        |
| Galatasaray              | 1:1         | Sturm Graz     | Stadion Ali Sami Yen, Istanbul Broj gledatelja: 22.400 Sudac: Bas Nijhuis (Nizozemska) |
| Baroš 63'                | (izvještaj) | Beichler 45+1' | Stadion Ali Sami Yen, Istanbul Broj gledatelja: 22.400 Sudac: Bas Nijhuis (Nizozemska) |

| 22. listopada 2009. 21:05                 |             |                 |                                                                                           |
| Galatasaray                               | 4:1         | Dinamo Bukurešt | Stadion Ali Sami Yen, Istanbul Broj gledatelja: 22.000 Sudac: Martin Ingvarsson (Švedska) |
| Kewell 32' Nonda 42' 46' Elano 58' (pen.) | (izvještaj) | N'Doye 62'      | Stadion Ali Sami Yen, Istanbul Broj gledatelja: 22.000 Sudac: Martin Ingvarsson (Švedska) |

| 22. listopada 2009. 21:05 |             |            |                                                                                   |
| Panathinaikos             | 1:0         | Sturm Graz | Olimpijski stadion, Atena Broj gledatelja: 31.127 Sudac: Peter Rasmussen (Danska) |
| Salpigidis 60' (pen.)     | (izvještaj) |            | Olimpijski stadion, Atena Broj gledatelja: 31.127 Sudac: Peter Rasmussen (Danska) |

| 5. studenog 2009. 19:00 |             |                                 |                                                             |
| Dinamo Bukurešt         | 0:3         | Galatasaray                     | Stadionul Dinamo, Bukurešt Sudac: Michael Weiner (Njemačka) |
|                         | (izvještaj) | Kewell 22' Nonda 24' Mehmet 56' | Stadionul Dinamo, Bukurešt Sudac: Michael Weiner (Njemačka) |

| 5. studenog 2009. 19:00 |             |               |                                              |
| Sturm Graz              | 1:0         | Panathinaikos | UPC-Arena, Graz Sudac: Ivan Bebek (Hrvatska) |
| Sarp 50'                | (izvještaj) |               | UPC-Arena, Graz Sudac: Ivan Bebek (Hrvatska) |

| 3. prosinca 2009. 21:05 |             |                |                                                               |
| Galatasaray             | 2:1         | Panathinaikos  | Stadion Ali Sami Yen, Istanbul Sudac: Bruno Paixão (Portugal) |
| Niculae 41' 57'         | (izvještaj) | Sonnleitner 5' | Stadion Ali Sami Yen, Istanbul Sudac: Bruno Paixão (Portugal) |

| 3. prosinca 2009. 21:05 |             |                |                                                                                                |
| Dinamo Bukurešt         | 2:1         | Sturm Graz     | Stadionul Dinamo, Bukurešt Broj gledatelja: 3.000 Sudac: Bruno Miguel Duarte Paixão (Portugal) |
| Niculae 41' 57'         | (izvještaj) | Sonnleitner 5' | Stadionul Dinamo, Bukurešt Broj gledatelja: 3.000 Sudac: Bruno Miguel Duarte Paixão (Portugal) |

| 16. prosinca 2009. 19:00   |             |                 |                                                                                  |
| Panathinaikos              | 3:0         | Dinamo Bukurešt | Olimpijski stadion, Atena Broj gledatelja: 19.617 Sudac: Kevin Blom (Nizozemska) |
| Rukavina 54' Cissé 80' 85' | (izvještaj) |                 | Olimpijski stadion, Atena Broj gledatelja: 19.617 Sudac: Kevin Blom (Nizozemska) |

| 16. prosinca 2009. 19:00 |             |             |                                                                          |
| Sturm Graz               | 1:0         | Galatasaray | UPC-Arena, Graz Broj gledatelja: 15.500 Sudac: Darko Čeferin (Slovenija) |
| Beichler 20'             | (izvještaj) |             | UPC-Arena, Graz Broj gledatelja: 15.500 Sudac: Darko Čeferin (Slovenija) |

### Skupina G
| Momčad            | Uta. | Pob. | Izj. | Por. | PoG. | PrG. | GR | Bod. |
| ----------------- | ---- | ---- | ---- | ---- | ---- | ---- | -- | ---- |
| Red Bull Salzburg | 6    | 6    | 0    | 0    | 9    | 2    | +7 | 18   |
| Villarreal        | 6    | 3    | 0    | 3    | 8    | 6    | +2 | 9    |
| Lazio             | 6    | 2    | 0    | 4    | 9    | 10   | −1 | 6    |
| Levski Sofija     | 6    | 1    | 0    | 5    | 1    | 9    | −8 | 3    |

| 17. rujna 2009. 21:05 |             |                          |                                                                              |
| Lazio                 | 1:2         | Red Bull Salzburg        | Stadio Olimpico, Rim Broj gledatelja: 25.000 Sudac: Saïd Ennjimi (Francuska) |
| Foggia 59'            | (izvještaj) | Schiemer 82' Janko 90+3' | Stadio Olimpico, Rim Broj gledatelja: 25.000 Sudac: Saïd Ennjimi (Francuska) |

| 17. rujna 2009. 21:05 |             |               |                                                                            |
| Villarreal            | 1:0         | Levski Sofija | El Madrigal, Villarreal Broj gledatelja: 5.000 Sudac: Mike Dean (Engleska) |
| Nilmar 72'            | (izvještaj) |               | El Madrigal, Villarreal Broj gledatelja: 5.000 Sudac: Mike Dean (Engleska) |

| 1. listopada 2009. 19:00 |             |                                                  |                                                                                         |
| Levski Sofija            | 0:4         | Lazio                                            | Stadion Georgi Asparuhov, Sofija Broj gledatelja: 16.500 Sudac: Nikolay Ivanov (RusiJa) |
|                          | (izvještaj) | Matuzalém 22' Zárate 45+1' Meghni 67' Rocchi 74' | Stadion Georgi Asparuhov, Sofija Broj gledatelja: 16.500 Sudac: Nikolay Ivanov (RusiJa) |

| 1. listopada 2009. 19:00 |             |            |                                                                                  |
| Red Bull Salzburg        | 2:0         | Villarreal | Red Bull Arena, Salzburg Broj gledatelja: 18.800 Sudac: Costas Kapitanis (Cipar) |
| Janko 21' Tchoyi 85'     | (izvještaj) |            | Red Bull Arena, Salzburg Broj gledatelja: 18.800 Sudac: Costas Kapitanis (Cipar) |

| 22. listopada 2009. 19:00 |             |               |                                                                                  |
| Red Bull Salzburg         | 1:0         | Levski Sofija | Red Bull Arena, Salzburg Broj gledatelja: 17.800 Sudac: Hannes Kaasik (Estonija) |
| Švento 45+2'              | (izvještaj) |               | Red Bull Arena, Salzburg Broj gledatelja: 17.800 Sudac: Hannes Kaasik (Estonija) |

| 22. listopada 2009. 19:00 |             |            |                                                                           |
| Lazio                     | 2:1         | Villarreal | Stadio Olimpico, Rim Broj gledatelja: 20.000 Sudac: Ivan Bebek (Hrvatska) |
| Zárate 20' Rocchi 90+2'   | (izvještaj) | Eguren 40' | Stadio Olimpico, Rim Broj gledatelja: 20.000 Sudac: Ivan Bebek (Hrvatska) |

| 5. studenog 2009. 21:05 |             |                   |                                                                                       |
| Levski Sofija           | 0:1         | Red Bull Salzburg | Stadion Georgi Asparuhov, Sofija Broj gledatelja: 15.000 Sudac: Cüneyt Çakir (Turska) |
|                         | (izvještaj) | Schiemer 90+3'    | Stadion Georgi Asparuhov, Sofija Broj gledatelja: 15.000 Sudac: Cüneyt Çakir (Turska) |

| 5. studenog 2009. 21:05                       |             |            |                                                                                |
| Villarreal                                    | 4:1         | Lazio      | El Madrigal, Villarreal Broj gledatelja: 15.000 Sudac: Knut Kircher (Njemačka) |
| Pirès 2' 15' (pen.) Cani 13' Rossi 83' (pen.) | (izvještaj) | Zárate 73' | El Madrigal, Villarreal Broj gledatelja: 15.000 Sudac: Knut Kircher (Njemačka) |

| 2. prosinca 2009. 19:00 |             |            |                                                                 |
| Red Bull Salzburg       | 2:1         | Lazio      | Red Bull Arena, Salzburg Sudac: Alexandru Dan Tudor (Rumunjska) |
| Afolabi 52' Tchoyi 78'  | (izvještaj) | Foggia 57' | Red Bull Arena, Salzburg Sudac: Alexandru Dan Tudor (Rumunjska) |

| 2. prosinca 2009. 19:00 |             |                     |                                                                 |
| Levski Sofija           | 0:2         | Villarreal          | Stadion Georgi Asparuhov, Sofija Sudac: Paul Allaerts (Belgija) |
|                         | (izvještaj) | Rossi 36' Senna 84' | Stadion Georgi Asparuhov, Sofija Sudac: Paul Allaerts (Belgija) |

| 17. prosinca 2009. 21:05 |             |               |                                                                             |
| Lazio                    | 0:1         | Levski Sofija | Stadio Olimpico, Rim Broj gledatelja: 3.000 Sudac: William Collum (Škotska) |
|                          | (izvještaj) | Yovov 61'     | Stadio Olimpico, Rim Broj gledatelja: 3.000 Sudac: William Collum (Škotska) |

| 17. prosinca 2009. 21:05 |             |                   |                                                                                  |
| Villarreal               | =.1         | Red Bull Salzburg | El Madrigal, Villarreal Broj gledatelja: 6.500 Sudac: Vladimír Hriňák (Slovačka) |
|                          | (izvještaj) | Švento 7'         | El Madrigal, Villarreal Broj gledatelja: 6.500 Sudac: Vladimír Hriňák (Slovačka) |

### Skupina H
| Momčad           | Uta. | Pob. | Izj. | Por. | PoG. | PrG. | GR | Bod. |
| ---------------- | ---- | ---- | ---- | ---- | ---- | ---- | -- | ---- |
| Fenerbahçe       | 6    | 5    | 0    | 1    | 8    | 3    | +5 | 15   |
| Twente           | 6    | 2    | 2    | 2    | 5    | 6    | −1 | 8    |
| Sheriff Tiraspol | 6    | 1    | 2    | 3    | 4    | 5    | −1 | 5    |
| Steaua Bukurešt  | 6    | 0    | 4    | 2    | 3    | 6    | −3 | 4    |

| 17. rujna 2009. 21:05 |             |                  |                                                                             |
| Steaua Bukurešt       | 0:0         | Sheriff Tiraspol | Stadionul Steaua, Bukurešt Broj gledatelja: 0 Sudac: Pavel Královec (Češka) |
|                       | (izvještaj) |                  | Stadionul Steaua, Bukurešt Broj gledatelja: 0 Sudac: Pavel Královec (Češka) |

| 17. rujna 2009. 21:05 |             |              |                                                                                                |
| Fenerbahçe            | 1:2         | Twente       | Stadion Şükrü Saracoğlu, Istanbul Broj gledatelja: 35.000 Sudac: Claudio Circhetta (Švicarska) |
| Topuz 71'             | (izvještaj) | Kufo 75' 80' | Stadion Şükrü Saracoğlu, Istanbul Broj gledatelja: 35.000 Sudac: Claudio Circhetta (Švicarska) |

| 1. listopada 2009. 19:00 |             |                 |                                                                                     |
| Twente                   | 0:0         | Steaua Bukurešt | De Grolsch Veste, Enschede Broj gledatelja: 19.200 Sudac: Gianluca Rocchi (Italija) |
|                          | (izvještaj) |                 | De Grolsch Veste, Enschede Broj gledatelja: 19.200 Sudac: Gianluca Rocchi (Italija) |

| 1. listopada 2009. 19:00 |             |            |                                                                                         |
| Sheriff Tiraspol         | 0:1         | Fenerbahçe | Stadion Šerif, Tiraspol Broj gledatelja: 13.000 Sudac: Aleksandar Stavrev (Bjelorusija) |
|                          | (izvještaj) | Alex 54'   | Stadion Šerif, Tiraspol Broj gledatelja: 13.000 Sudac: Aleksandar Stavrev (Bjelorusija) |

| 22. listopada 2009. 19:00 |             |        |                                                                             |
| Sheriff Tiraspol          | 2:0         | Twente | Stadion Šerif, Tiraspol Broj gledatelja: 10.000 Sudac: Tony Asumaa (Finska) |
| Balima 41' França 90+4'   | (izvještaj) |        | Stadion Šerif, Tiraspol Broj gledatelja: 10.000 Sudac: Tony Asumaa (Finska) |

| 22. listopada 2009. 19:00 |             |                    |                                                                                      |
| Steaua Bukurešt           | 0:1         | Fenerbahçe         | Stadionul Steaua, Bukurešt Broj gledatelja: 15.000 Sudac: Douglas McDonald (Škotska) |
|                           | (izvještaj) | Kazim-Richards 60' | Stadionul Steaua, Bukurešt Broj gledatelja: 15.000 Sudac: Douglas McDonald (Škotska) |

| 5. studenog 2009. 21:05 |             |                      |                                                                                          |
| Twente                  | 2:1         | Sheriff Tiraspol     | De Grolsch Veste, Enschede Broj gledatelja: 19.000 Sudac: Aleksei Kulbakov (Bjelorusija) |
| Stoch 7' 89'            | (izvještaj) | Tioté 67' (auto-gol) | De Grolsch Veste, Enschede Broj gledatelja: 19.000 Sudac: Aleksei Kulbakov (Bjelorusija) |

| 5. studenog 2009. 21:05              |             |                 |                                   |
| Fenerbahçe                           | 3:1         | Steaua Bukurešt | Stadion Şükrü Saracoğlu, Istanbul |
| André Santos 15' Bilica 51' Alex 67' | (izvještaj) | Kapetanos 38'   | Stadion Şükrü Saracoğlu, Istanbul |

| 2. prosinca 2009. 19:00 |             |                 |                                                          |
| Sheriff Tiraspol        | 1:1         | Steaua Bukurešt | Stadion Šerif, Tiraspol Sudac: Tommy Skjerven (Norveška) |
| Diedhiou 83'            | (izvještaj) | Juan Toja 87'   | Stadion Šerif, Tiraspol Sudac: Tommy Skjerven (Norveška) |

| 2. prosinca 2009. 19:00 |             |            |                                                                                              |
| Twente                  | 0:1         | Fenerbahçe | De Grolsch Veste, Enschede Broj gledatelja: 24.000 Sudac: César Muñiz Fernández (Španjolska) |
|                         | (izvještaj) | Lugano 71' | De Grolsch Veste, Enschede Broj gledatelja: 24.000 Sudac: César Muñiz Fernández (Španjolska) |

| 17. prosinca 2009. 21:05 |             |          |                                                                                   |
| Steaua Bukurešt          | 1:1         | Twente   | Stadionul Steaua, Bukurešt Broj gledatelja: 500 Sudac: Manuel de Sousa (Portugal) |
| Kapetanos 18'            | (izvještaj) | Stam 35' | Stadionul Steaua, Bukurešt Broj gledatelja: 500 Sudac: Manuel de Sousa (Portugal) |

| 17. prosinca 2009. 21:05 |             |                  |                                                                                         |
| Fenerbahçe               | 1:0         | Sheriff Tiraspol | Stadion Şükrü Saracoğlu, Istanbul Broj gledatelja: 15.000 Sudac: Zsolt Szabó (Mađarska) |
| Uğur Boral 15'           | (izvještaj) |                  | Stadion Şükrü Saracoğlu, Istanbul Broj gledatelja: 15.000 Sudac: Zsolt Szabó (Mađarska) |

### Skupina I
| Momčad    | Uta. | Pob. | Izj. | Por. | PoG. | PrG. | GR  | Bod. |
| --------- | ---- | ---- | ---- | ---- | ---- | ---- | --- | ---- |
| Benfica   | 6    | 5    | 0    | 1    | 13   | 3    | +10 | 15   |
| Everton   | 6    | 3    | 0    | 3    | 7    | 9    | −2  | 9    |
| BATE      | 6    | 2    | 1    | 3    | 7    | 9    | −2  | 7    |
| AEK Atena | 6    | 1    | 1    | 4    | 5    | 11   | −6  | 4    |

| 17. rujna 2009. 21:05      |             |      |                                                        |
| Benfica                    | 2:0         | BATE | Estádio da Luz, Lisabon Sudac: Knut Kircher (Njemačka) |
| Nuno Gomes 36' Cardozo 41' | (izvještaj) |      | Estádio da Luz, Lisabon Sudac: Knut Kircher (Njemačka) |

| 17. rujna 2009. 21:05                  |             |           |                                                                                |
| Everton                                | 4:0         | AEK Atena | Goodison Park, Liverpool Broj gledatelja: 26.747 Sudac: Robert Małek (Poljska) |
| Yobo 10' Distin 17' Pienaar 37' Jô 82' | (izvještaj) |           | Goodison Park, Liverpool Broj gledatelja: 26.747 Sudac: Robert Małek (Poljska) |

| 1. listopada 2009. 19:00 |             |         |                                                                                       |
| AEK Atena                | 1:0         | Benfica | Olimpijski stadion, Atena Broj gledatelja: 12.420 Sudac: Stefan Johannesson (Švedska) |
| Majstorović 43'          | (izvještaj) |         | Olimpijski stadion, Atena Broj gledatelja: 12.420 Sudac: Stefan Johannesson (Švedska) |

| 1. listopada 2009. 19:00 |             |                         |                                                                                      |
| BATE                     | 1:2         | Everton                 | Stadion Dinamo, Minsk Broj gledatelja: 2.300 Sudac: Pavel Cristian Balaj (Rumunjska) |
| Likhtarovich 16'         | (izvještaj) | Fellaini 68' Cahill 77' | Stadion Dinamo, Minsk Broj gledatelja: 2.300 Sudac: Pavel Cristian Balaj (Rumunjska) |

| 22. listopada 2009. 19:00 |             |                   |                                                                             |
| BATE                      | 2:1         | AEK Atena         | Stadion Dinamo, Minsk Broj gledatelja: 20.000 Sudac: Zsolt Szabo (Mađarska) |
| Pavlov 51' Alumona 85'    | (izvještaj) | Blanco 31' (pen.) | Stadion Dinamo, Minsk Broj gledatelja: 20.000 Sudac: Zsolt Szabo (Mađarska) |

| 22. listopada 2009. 19:00                  |             |         |                                                                                |
| Benfica                                    | 5:0         | Everton | Estádio da Luz, Lisabon Broj gledatelja: 44.534 Sudac: Nikolay Ivanov (Rusija) |
| Saviola 14' 83' Cardozo 47' 48' Luisão 52' | (izvještaj) |         | Estádio da Luz, Lisabon Broj gledatelja: 44.534 Sudac: Nikolay Ivanov (Rusija) |

| 5. studenog 2009. 21:05 |             |                           |                                                                              |
| AEK Atena               | 2:2         | BATE                      | Olimpijski stadion, Atena Broj gledatelja: 10.000 Sudac: Alon Yefet (Izrael) |
| Blanco 1' Manduca 38'   | (izvještaj) | Rodionov 17' Valodzka 25' | Olimpijski stadion, Atena Broj gledatelja: 10.000 Sudac: Alon Yefet (Izrael) |

| 5. studenog 2009. 21:05 |             |                         |                                                                                  |
| Everton                 | 0:2         | Benfica                 | Goodison Park, Liverpool Broj gledatelja: 30.790 Sudac: Saïd Ennjimi (Francuska) |
|                         | (izvještaj) | Saviola 63' Cardozo 76' | Goodison Park, Liverpool Broj gledatelja: 30.790 Sudac: Saïd Ennjimi (Francuska) |

| 2. prosinca 2009. 19:00 |             |                                |                                                                                  |
| BATE                    | 1:2         | Benfica                        | Stadion Dinamo, Minsk Broj gledatelja: 10.000 Sudac: Thomas Einwaller (Austrija) |
| Sasnowski 69'           | (izvještaj) | Saviola 46' Fábio Coentrão 63' | Stadion Dinamo, Minsk Broj gledatelja: 10.000 Sudac: Thomas Einwaller (Austrija) |

| 2. prosinca 2009. 19:00 |             |                  |                                                                |
| AEK Atena               | 0:1         | Everton          | Olimpijski stadion, Atena Sudac: Claudio Circhetta (Švicarska) |
|                         | (izvještaj) | Bilyaletdinov 6' | Olimpijski stadion, Atena Sudac: Claudio Circhetta (Švicarska) |

| 17. prosinca 2009. 21:05 |             |            |                                                                                  |
| Benfica                  | 2:1         | AEK Atena  | Estádio da Luz, Lisabon Broj gledatelja: 20.000 Sudac: Gianluca Rocchi (Italija) |
| Di María 45' 73'         | (izvještaj) | Blanco 84' | Estádio da Luz, Lisabon Broj gledatelja: 20.000 Sudac: Gianluca Rocchi (Italija) |

| 17. prosinca 2009. 21:05 |             |              |                                                                                |
| Everton                  | 0:1         | BATE         | Goodison Park, Liverpool Broj gledatelja: 18.242 Sudac: Selçuk Dereli (Turska) |
|                          | (izvještaj) | Yurevich 75' | Goodison Park, Liverpool Broj gledatelja: 18.242 Sudac: Selçuk Dereli (Turska) |

### Skupina J
| Momčad         | Uta. | Pob. | Izj. | Por. | PoG. | PrG. | GR  | Bod. |
| -------------- | ---- | ---- | ---- | ---- | ---- | ---- | --- | ---- |
| Šahtar Donjeck | 6    | 4    | 1    | 1    | 14   | 3    | +11 | 13   |
| Club Brugge    | 6    | 3    | 2    | 1    | 10   | 8    | +2  | 11   |
| Toulouse       | 6    | 2    | 1    | 3    | 6    | 11   | −5  | 7    |
| Partizan       | 6    | 1    | 0    | 5    | 6    | 14   | −8  | 3    |

| 17. rujna 2009. 21:05 |             |                                             |                                                                                        |
| Club Brugge           | 1:4         | Šahtar Donjeck                              | Stadion Jan Breydel, Brugge Broj gledatelja: 17.770 Sudac: Martin Ingvarsson (Švedska) |
| Geraerts 62'          | (izvještaj) | Gai 11' Willian 19' Srna 35' Kravchenko 75' | Stadion Jan Breydel, Brugge Broj gledatelja: 17.770 Sudac: Martin Ingvarsson (Švedska) |

| 17. rujna 2009. 21:05 |             |                            |                                                                         |
| Partizan              | 2:3         | Toulouse                   | Marakana, Beograd Broj gledatelja: 13.845 Sudac: Selçuk Dereli (Turska) |
| Krstajić 23' Cléo 67' | (izvještaj) | Sirieix 30' 38' Devaux 49' | Marakana, Beograd Broj gledatelja: 13.845 Sudac: Selçuk Dereli (Turska) |

| 1. listopada 2009. 19:00 |             |                          |                                                                                   |
| Toulouse                 | 2:2         | Club Brugge              | Stade Municipal, Toulouse Broj gledatelja: 12.215 Sudac: Sascha Kever (Švicarska) |
| Sissoko 54' Gignac 84'   | (izvještaj) | Akpala 52' Perišić 90+4' | Stade Municipal, Toulouse Broj gledatelja: 12.215 Sudac: Sascha Kever (Švicarska) |

| 1. listopada 2009. 19:00                                       |             |            |                                                                               |
| Šahtar Donjeck                                                 | 4:1         | Partizan   | Donbas Arena, Donjeck Broj gledatelja: 49.000 Sudac: William Collum (Škotska) |
| Lomić 24' (auto-gol) Luiz Adriano 39' Jádson 54' Rakytskiy 67' | (izvještaj) | Ljajić 86' | Donbas Arena, Donjeck Broj gledatelja: 49.000 Sudac: William Collum (Škotska) |

| 22. listopada 2009. 19:00                                |             |          |                                                                                            |
| Šahtar Donjeck                                           | 4:0         | Toulouse | Donbas Arena, Donjeck Broj gledatelja: 50.217 Sudac: Bruno Miguel Duarte Paixão (Portugal) |
| Fernandinho 8' (pen.) Luiz Adriano 24' 56' Hübschman 39' | (izvještaj) |          | Donbas Arena, Donjeck Broj gledatelja: 50.217 Sudac: Bruno Miguel Duarte Paixão (Portugal) |

| 22. listopada 2009. 19:00           |             |          |                                                                                 |
| Club Brugge                         | 2:0         | Partizan | Stadion Jan Breydel, Brugge Broj gledatelja: 18.903 Sudac: Mike Dean (Engleska) |
| Perišić 4' Brežančić 57' (auto-gol) | (izvještaj) |          | Stadion Jan Breydel, Brugge Broj gledatelja: 18.903 Sudac: Mike Dean (Engleska) |

| 5. studenog 2009. 21:05 |             |                          |                                                                                             |
| Toulouse                | 0:2         | Šahtar Donjeck           | Stade Municipal, Toulouse Broj gledatelja: 12.046 Sudac: César Muñiz Fernández (Španjolska) |
|                         | (izvještaj) | Luiz Adriano 50' Gai 63' | Stade Municipal, Toulouse Broj gledatelja: 12.046 Sudac: César Muñiz Fernández (Španjolska) |

| 5. studenog 2009. 21:05   |             |                                               |                                                                                  |
| Partizan                  | 2:4         | Club Brugge                                   | Marakana, Beograd Broj gledatelja: 12.000 Sudac: Robert Schörgenhofer (Austrija) |
| Ljajić 52' Washington 66' | (izvještaj) | Perišić 28' Kouemaha 36' 57' Odjidja-Ofoe 74' | Marakana, Beograd Broj gledatelja: 12.000 Sudac: Robert Schörgenhofer (Austrija) |

| 3. prosinca 2009. 19:00 |             |             |                                                     |
| Šahtar Donjeck          | 0:0         | Club Brugge | Donbas Arena, Donjeck Sudac: Zsolt Szabo (Mađarska) |
|                         | (izvještaj) |             | Donbas Arena, Donjeck Sudac: Zsolt Szabo (Mađarska) |

| 3. prosinca 2009. 19:00 |             |          |                                                              |
| Toulouse                | 1:0         | Partizan | Stade Municipal, Toulouse Sudac: Kristinn Jakobsson (Island) |
| Braaten 54'             | (izvještaj) |          | Stade Municipal, Toulouse Sudac: Kristinn Jakobsson (Island) |

| 16. prosinca 2009. 21:05 |             |          |                                                                                         |
| Club Brugge              | 1:0         | Toulouse | Stadion Jan Breydel, Brugge Broj gledatelja: 23.668 Sudac: Svein Oddvar Moen (Norveška) |
| Perišić 90+2'            | (izvještaj) |          | Stadion Jan Breydel, Brugge Broj gledatelja: 23.668 Sudac: Svein Oddvar Moen (Norveška) |

| 16. prosinca 2009. 21:05 |             |                |                                                                           |
| Partizan                 | 1:0         | Šahtar Donjeck | Marakana, Beograd Broj gledatelja: 2.000 Sudac: Michael Weiner (Njemačka) |
| Diarra 6'                | (izvještaj) |                | Marakana, Beograd Broj gledatelja: 2.000 Sudac: Michael Weiner (Njemačka) |

### Skupina K
| Momčad        | Uta. | Pob. | Izj. | Por. | PoG. | PrG. | GR | Bod. |
| ------------- | ---- | ---- | ---- | ---- | ---- | ---- | -- | ---- |
| PSV Eindhoven | 6    | 4    | 2    | 0    | 9    | 3    | +6 | 14   |
| København     | 6    | 3    | 1    | 2    | 7    | 4    | +3 | 10   |
| Sparta Prag   | 6    | 2    | 1    | 3    | 7    | 9    | −2 | 7    |
| CFR Cluj      | 6    | 1    | 0    | 5    | 4    | 11   | −7 | 3    |

| 17. rujna 2009. 21:05 |             |               |                                                                               |
| Sparta Prag           | 2:2         | PSV Eindhoven | Generali Arena, Prag Broj gledatelja: 16.703 Sudac: Dougie McDonald (Škotska) |
| Hubník 76' Zeman 87'  | (izvještaj) | Reis 80'      | Generali Arena, Prag Broj gledatelja: 16.703 Sudac: Dougie McDonald (Škotska) |

| 17. rujna 2009. 21:05 |             |           |                                                                                       |
| CFR Cluj              | 2:0         | København | Stadionul Dr. Constantin Rădulescu, Cluj-Napoca Sudac: Aleksei Kulbakov (Bjelorusija) |
| Culio 53' Traoré 75'  | (izvještaj) |           | Stadionul Dr. Constantin Rădulescu, Cluj-Napoca Sudac: Aleksei Kulbakov (Bjelorusija) |

| 1. listopada 2009. 19:00 |             |             |                                                                                   |
| København                | 1:0         | Sparta Prag | Parken Stadion, København Broj gledatelja: 15.043 Sudac: Hannes Kaasik (Estonija) |
| N'Doye 25'               | (izvještaj) |             | Parken Stadion, København Broj gledatelja: 15.043 Sudac: Hannes Kaasik (Estonija) |

| 1. listopada 2009. 19:00 |             |          |                                                                                     |
| PSV Eindhoven            | 1:0         | CFR Cluj | Philips Stadion, Eindhoven Broj gledatelja: 14.500 Sudac: Tommy Skjerven (Norveška) |
| Bakkal 9'                | (izvještaj) |          | Philips Stadion, Eindhoven Broj gledatelja: 14.500 Sudac: Tommy Skjerven (Norveška) |

| 22. listopada 2009. 19:00 |             |           |                                                                              |
| PSV Eindhoven             | 1:0         | København | Philips Stadion, Eindhoven Broj gledatelja: 16.000 Sudac: Alan Kelly (Irska) |
| Reis 72'                  | (izvještaj) |           | Philips Stadion, Eindhoven Broj gledatelja: 16.000 Sudac: Alan Kelly (Irska) |

| 22. listopada 2009. 19:00 |             |          |                                                                               |
| Sparta Prag               | 2:0         | CFR Cluj | Generali Arena, Prag Broj gledatelja: 10.133 Sudac: Aleksey Nikolaev (Rusija) |
| Kucka 15' Hubník 32'      | (izvještaj) |          | Generali Arena, Prag Broj gledatelja: 10.133 Sudac: Aleksey Nikolaev (Rusija) |

| 5. studenog 2009. 21:05 |             |               |                                                                                     |
| København               | 1:1         | PSV Eindhoven | Parken Stadion, København Broj gledatelja: 21.605 Sudac: Vladimír Hriňák (Slovačka) |
| Grønkjær 39' (pen.)     | (izvještaj) | Dzsudzsák 72' | Parken Stadion, København Broj gledatelja: 21.605 Sudac: Vladimír Hriňák (Slovačka) |

| 5. studenog 2009. 21:05    |             |                               | |
| CFR Cluj                   | 2:3         | Sparta Prag                   | Stadionul Dr. Constantin Rădulescu, Cluj-Napoca Broj gledatelja: 10.000 Sudac: Selçuk Dereli (Turska) |
| Traoré 25' Dubarbier 90+1' | (izvještaj) | Holenda 6' 13' Wilfried 90+6' | Stadionul Dr. Constantin Rădulescu, Cluj-Napoca Broj gledatelja: 10.000 Sudac: Selçuk Dereli (Turska) |

| 3. prosinca 2009. 19:00 |             |             |                                                               |
| PSV Eindhoven           | 1:0         | Sparta Prag | Philips Stadion, Eindhoven Sudac: Martin Ingvarsson (Švedska) |
| Reis 90+1'              | (izvještaj) |             | Philips Stadion, Eindhoven Sudac: Martin Ingvarsson (Švedska) |

| 3. prosinca 2009. 19:00 |             |          |                                                            |
| København               | 2:0         | CFR Cluj | Parken Stadion, København Sudac: Darko Ceferin (Slovenija) |
| Vingaard 37' N'Doye 43' | (izvještaj) |          | Parken Stadion, København Sudac: Darko Ceferin (Slovenija) |

| 16. prosinca 2009. 21:05 |             |                                    |                                                                              |
| Sparta Prag              | 0:3         | København                          | Generali Arena, Prag Broj gledatelja: 17.151 Sudac: Sascha Kever (Švicarska) |
|                          | (izvještaj) | N'Doye 22' 30' Grønkjær 54' (pen.) | Generali Arena, Prag Broj gledatelja: 17.151 Sudac: Sascha Kever (Švicarska) |

| 16. prosinca 2009. 21:05       |             |               | |
| CFR Cluj                       | 0:2         | PSV Eindhoven | Stadionul Dr. Constantin Rădulescu, Cluj-Napoca Broj gledatelja: 3.000 Sudac: Saïd Ennjimi (Francuska) |
| Lazović 19' (pen.) Amrabat 68' | (izvještaj) |               | Stadionul Dr. Constantin Rădulescu, Cluj-Napoca Broj gledatelja: 3.000 Sudac: Saïd Ennjimi (Francuska) |

### Skupina L
| Momčad          | Uta. | Pob. | Izj. | Por. | PoG. | PrG. | GR  | Bod. |
| --------------- | ---- | ---- | ---- | ---- | ---- | ---- | --- | ---- |
| Werder Bremen   | 6    | 5    | 1    | 0    | 17   | 6    | +11 | 16   |
| Athletic Bilbao | 6    | 3    | 1    | 2    | 10   | 8    | +2  | 10   |
| Nacional        | 6    | 1    | 2    | 3    | 11   | 12   | −1  | 5    |
| Austria Wien    | 6    | 0    | 2    | 4    | 4    | 16   | −12 | 2    |

| 17. rujna 2009. 21:05              |             |              |                                                          |
| Athletic Bilbao                    | 3:0         | Austria Wien | Stadion San Mamés, Bilbao Sudac: Kevin Blom (Nizozemska) |
| Llorente 8' (pen.) 24' Muniain 56' | (izvještaj) |              | Stadion San Mamés, Bilbao Sudac: Kevin Blom (Nizozemska) |

| 17. rujna 2009. 21:05         |             |                                   |                                                                 |
| Nacional                      | 2:3         | Werder Bremen                     | Estádio da Madeira, Funchal Sudac: Svein Oddvar Moen (Norveška) |
| Felipe Lopes 68' Halliche 75' | (izvještaj) | Frings 39' (pen.) Pizarro 55' 85' | Estádio da Madeira, Funchal Sudac: Svein Oddvar Moen (Norveška) |

| 1. listopada 2009. 19:00               |             |                 |                                                                                     |
| Werder Bremen                          | 3:1         | Athletic Bilbao | Weserstadion, Bremen Broj gledatelja: 24.305 Sudac: Alexandru Dan Tudor (Rumunjska) |
| Hunt 18' Naldo 41' Frings 90+4' (pen.) | (izvještaj) | Llorente 90+1'  | Weserstadion, Bremen Broj gledatelja: 24.305 Sudac: Alexandru Dan Tudor (Rumunjska) |

| 1. listopada 2009. 19:00 |             |            |                                                                                 |
| Austria Wien             | 1:1         | Nacional   | Stadion Franz Horr, Beč Broj gledatelja: 11.000 Sudac: Tony Chapron (Francuska) |
| Schumacher 76'           | (izvještaj) | Micael 35' | Stadion Franz Horr, Beč Broj gledatelja: 11.000 Sudac: Tony Chapron (Francuska) |

| 22. listopada 2009. 19:00   |             |                 |                                                                                    |
| Austria Wien                | 2:2         | Werder Bremen   | Stadion Franz Horr, Beč Broj gledatelja: 11.000 Sudac: Paolo Tagliavento (Italija) |
| Sulimani 73' Schumacher 87' | (izvještaj) | Pizarro 19' 63' | Stadion Franz Horr, Beč Broj gledatelja: 11.000 Sudac: Paolo Tagliavento (Italija) |

| 22. listopada 2009. 19:00   |             |            |                                                                                |
| Athletic Bilbao             | 2:1         | Nacional   | Stadion San Mamés, Bilbao Broj gledatelja: 24.569 Sudac: István Vad (Mađarska) |
| Etxeberria 67' Llorente 86' | (izvještaj) | Micael 42' | Stadion San Mamés, Bilbao Broj gledatelja: 24.569 Sudac: István Vad (Mađarska) |

| 5. studenog 2009. 21:05  |             |              |                                                                                  |
| Werder Bremen            | 2:0         | Austria Wien | Weserstadion, Bremen Broj gledatelja: 24.000 Sudac: Stefan Johannesson (Švedska) |
| Borowski 81' Almeida 84' | (izvještaj) |              | Weserstadion, Bremen Broj gledatelja: 24.000 Sudac: Stefan Johannesson (Švedska) |

| 5. studenog 2009. 21:05 |             |                       |                                                                                    |
| Nacional                | 1:1         | Athletic Bilbao       | Estádio da Madeira, Funchal Broj gledatelja: 2.945 Sudac: William Collum (Škotska) |
| Edgar 64' (pen.)        | (izvještaj) | Etxeberria 85' (pen.) | Estádio da Madeira, Funchal Broj gledatelja: 2.945 Sudac: William Collum (Škotska) |

| 3. prosinca 2009. 19:00 |             |                               |                                                             |
| Austria Wien            | 0:3         | Athletic Bilbao               | Stadion Franz Horr, Beč Sudac: Svein Oddvar Moen (Norveška) |
|                         | (izvještaj) | Llorente 19' 84' San José 62' | Stadion Franz Horr, Beč Sudac: Svein Oddvar Moen (Norveška) |

| 3. prosinca 2009. 19:00                  |             |            |                                                 |
| Werder Bremen                            | 4:1         | Nacional   | Weserstadion, Bremen Sudac: Alon Yefet (Izrael) |
| Rosenberg 31' 34' Moreno 84' Marin 90+2' | (izvještaj) | Micael 61' | Weserstadion, Bremen Sudac: Alon Yefet (Izrael) |

| 16. prosinca 2009. 21:05 |             |                                     |                                                                                   |
| Athletic Bilbao          | 0:3         | Werder Bremen                       | Stadion San Mamés, Bilbao Broj gledatelja: 38.000 Sudac: Serge Gumienny (Belgija) |
|                          | (izvještaj) | Pizarro 13' Naldo 20' Rosenberg 36' | Stadion San Mamés, Bilbao Broj gledatelja: 38.000 Sudac: Serge Gumienny (Belgija) |

| 16. prosinca 2009. 21:05                                 |             |                |                                                                                    |
| Nacional                                                 | 5:1         | Austria Wien   | Estádio da Madeira, Funchal Broj gledatelja: 3.000 Sudac: Costas Kapitanis (Cipar) |
| Micael 23' 57' Mateus 33' Tomašević 61' Felipe Lopes 66' | (izvještaj) | Schumacher 21' | Estádio da Madeira, Funchal Broj gledatelja: 3.000 Sudac: Costas Kapitanis (Cipar) |